# Force aérienne royale thaïlandaise
La Force aérienne royale thaïlandaise ou Kong Thab Akat Thai (thaï: חילกองทัพอากาศไทย) est la composante aérienne des Forces armées royales thaïlandaises.
Avec l'entrée en service en 2011 de matériels modernes, elle est l'une des plus puissantes forces aériennes du sud-est asiatique.

## Historique
Elle a été créée le 9 avril 1937 à partir de la branche aérienne de l'armée dont le premier service a été fondé le 2 novembre 1913 à partir de trois pilotes brevetés en France.
Plus de 95 pilotes arrivent pour se former en France en 1918 à la suite de la déclaration de guerre du Royaume de Siam à l'Empire allemand lors de la Première Guerre mondiale mais celle-ci ce terminera sans qu'ils aient l'occasion de combattre.
En avril 1985, le gouvernement thaïlandais a proposé aux États-Unis d'acheter douze F-16A. En juillet 1987, la Thaïlande reçut l'autorisation de commander le F-16 propulsé par un moteur Pratt & Whitney F100, et une lettre d'accord fut signée en décembre 1987 pour l'achat de huit F-16A et de quatre F-16B (biplaces).
En 2015 la Thaïlande décide de sélectionner le T-50 Golden Eagle du constructeur Sud-coréen KAI comme successeur à ses L-39 Albatros qui servait comme avions d'entrainement. Les achats se sont fait en 4 phases, la première en 2015 pour 4 avions, en 2017 il y a une commande pour 8 avions supplémentaires. La phase 3 était une mise à niveau de 52,5 millions de dollars de ces avions annoncée en 2019, qui comprenait des modifications des systèmes radar, des récepteurs d'avertissement radar et des contre-mesures. La dernière phase en 2021 avec une commande supplémentaire de deux avions ce qui devrait porter le nombre total de T-50 à 14.
En 2024, l'armée de l'air thaïlandaise accepte, après plus de quatre ans de refus, de se séparer du parcours de golf de Kantarat pour permettre l'extension de l'aéroport de Don Muang,,

## Organisation
Les futurs officiers de l'armée de l'air, comme ceux de l'armée de terre, de la marine et de la police, sont formés à l'école préparatoire aux Académies des forces armées de Bangkok.

## Aéronefs
Les appareils en service sont les suivants, :
| Aéronefs                              | Origine             | Type                                                                                  | En service en 2016 | En service en 2024 | Versions                         | Notes                                                                                           |                 |
| Avion de combat                       | Avion de combat     | Avion de combat                                                                       | Avion de combat    | Avion de combat    | Avion de combat                  | Avion de combat                                                                                 | Avion de combat |
| ------------------------------------- | ------------------- | ------------------------------------------------------------------------------------- | ------------------ | ------------------ | -------------------------------- | ----------------------------------------------------------------------------------------------- | --------------- |
| Saab JAS-39 Gripen                    | Suède               | Avion multirôle                                                                       | 12                 | 7 4                | JAS-39C JAS-39D.                 | Opérationnels depuis 2013. 11 doivent être modernisés dans les années 2020, le 12e cannibalisé. |                 |
| General Dynamics F-16 Fighting Falcon | États-Unis          | Avion multirôle                                                                       | 68                 | 36 14              | F-16A F-16B.                     | 18 portés au standard MLU depuis 2014                                                           |                 |
| Northrop F-5 Tiger II                 | États-Unis          | chasseur et intercepteur                                                              | 32                 | 1 20 2 1           | F-5B F-5E F-5F F-5TH(E) F-5TH(F) | 14 modernisés par Elbit Systems entre 2014 et 2017                                              |                 |
| Dassault / Dornier Alpha Jet          | France/ Allemagne   | Avion d’appui au sol et de lutte anti-guérilla                                        | 18                 | 16                 | Alpha Jet A.                     | 25 venant de surplus allemands acheté en 1999.                                                  |                 |
| Fairchild AU-23 Peacemaker            | États-Unis          | Avion d’appui au sol et de lutte anti-guérilla                                        |                    | 16                 | AU-23A                           |                                                                                                 |                 |
| Avion de transport                    |                     |                                                                                       |                    |                    |                                  |                                                                                                 |                 |
| Lockheed C-130 Hercules               | États-Unis          | Avion de transport tactique                                                           | 6                  | 6                  | C-130H C-130H30                  |                                                                                                 |                 |
| Basler BT-67                          | États-Unis          | Avion de transport tactique                                                           | 6                  | 8                  | BT-67A.                          |                                                                                                 |                 |
| Hawker-Siddeley HS-748                | Royaume-Uni         | Avion de transport de personnels et de transport tactique                             | 5                  | 5                  | HS-748A.                         |                                                                                                 |                 |
| GAF N-22 Nomad                        | Australie           | Avion de transport léger et de liaisons                                               | 5                  |                    | N-22B.                           |                                                                                                 |                 |
| Beechcraft King Air                   | États-Unis          | Avion de transport de personnels                                                      | 1                  | 3                  | King Air 90.                     |                                                                                                 |                 |
| Aero Commander                        | États-Unis          | Avion d'affaires                                                                      |                    | 1                  | Commander 690                    |                                                                                                 |                 |
| Saab 340                              | Suède               | avion de transport de personnels                                                      | 2                  | 2                  | 340B.                            |                                                                                                 |                 |
| ATR ATR-72                            | France              | avion de transport de personnels                                                      | 2                  | 3                  | ATR-72-500 ATR-72-600            |                                                                                                 |                 |
| Boeing 737                            | États-Unis          | avion de transport de hautes personnalités                                            | 1                  | 1                  | 737-400.                         |                                                                                                 |                 |
| Airbus A310                           | Union européenne    | Avion de ligne                                                                        | 1                  | 0                  | A310-324                         | En stock                                                                                        |                 |
| Airbus A319                           | Union européenne    | avion de transport de hautes personnalités                                            | 1                  | 1                  | A319CJ.                          |                                                                                                 |                 |
| Airbus A320                           | Union européenne    | Avion de ligne                                                                        | 1                  | 1                  | A320CJ                           |                                                                                                 |                 |
| Airbus A340                           | Union européenne    | Avion de ligne                                                                        | 0                  | 1                  | A-340-500                        |                                                                                                 |                 |
| Soukhoï SuperJet 100                  | Russie              | avion de transport de hautes personnalités                                            | 2                  | 3                  | SSJ-100-95LR                     |                                                                                                 |                 |
| Avion de surveillance                 |                     |                                                                                       |                    |                    |                                  |                                                                                                 |                 |
| Saab 340                              | Suède               | Avion de veille radar et de guet aérien                                               | 2                  | 4                  | S-100B                           |                                                                                                 |                 |
| Diamond DA42                          | Autriche            | Avion de surveillance                                                                 |                    | 17                 | DA42 MMP Guardian                |                                                                                                 |                 |
| Avion d'entraînement                  |                     |                                                                                       |                    |                    |                                  |                                                                                                 |                 |
| Pilatus PC-9                          | Suisse              | Avion d’entraînement intermédiaire                                                    | 22                 | 0                  | PC-9M.                           | Doivent être remplacé en 2023 . Retiré du service en février 2024.                              |                 |
| Beechcraft T-6 Texan II               | États-Unis          | Avion d’entraînement intermédiaire                                                    | 12                 | 12                 | T-6TH.                           | Livraison attendue pour 2022-2023, en remplacement des Pilatus PC-9.                            |                 |
| PAC CT/4 Airtrainer                   | Nouvelle-Zélande    | Avion d’entraînement basique                                                          | 13 6 20            | 13 6 19            | CT-4A CT-4B CT-4E                |                                                                                                 |                 |
| Cessna T-41 Mescalero                 | États-Unis          | Avion d’entraînement basique                                                          | 7                  | 7                  | T-41D                            |                                                                                                 |                 |
| Aero L-39 Albatros                    | Tchécoslovaquie     | Avion d’entraînement avancé                                                           | 35                 | 0                  | L-39ZA.                          | Dernier avion retiré du service le 31 mars 2017                                                 |                 |
| KAI T-50 Golden Eagle                 | Corée du Sud        | Avion d’entraînement avancé et d'attaque au sol                                       |                    | 12                 | T-50TH                           |                                                                                                 |                 |
| Diamond DA-42                         | Autriche            | Avion d’entraînement basique                                                          | 11                 | 6                  | DA-42A.                          |                                                                                                 |                 |
| Hélicoptère                           |                     |                                                                                       |                    |                    |                                  |                                                                                                 |                 |
| Bell UH-1 Iroquois                    | États-Unis / Italie | Hélicoptère d’assaut et de recherches-sauvetages                                      | 16                 | 17                 | Bell 205                         |                                                                                                 |                 |
| Bell 412                              | États-Unis          | Hélicoptère de liaisons et de transport                                               | 8                  | 2 1 6              | 412 412SP 412HP 412EP            |                                                                                                 |                 |
| Airbus Helicopters H225M Caracal      | Union européenne    | Hélicoptère de recherches-sauvetages au combat et de soutien aux opérations spéciales | 4+8,.              | 12                 | H225M.                           |                                                                                                 |                 |
| Eurocopter EC135                      | Union européenne    | Hélicoptère polyvalent léger                                                          |                    | 6                  | H135                             |                                                                                                 |                 |
| Sikorsky S-92 Superhawk               | États-Unis          | Hélicoptère de transport de hautes personnalités                                      | 3                  | 3                  | S-92A                            |                                                                                                 |                 |
| Sikorsky S-70                         | États-Unis          | Hélicoptère polyvalent                                                                | 0                  | 5                  | S-70i                            |                                                                                                 |                 |
| Drones                                |                     |                                                                                       |                    |                    |                                  |                                                                                                 |                 |
| Aeronautics Defense Dominator (en)    | Israël              | Drone de reconnaissance MALE                                                          | 0                  | 1                  | Dominator XP                     |                                                                                                 |                 |
| Aerostar                              | Israël              | Drone de reconnaissance                                                               | 0                  | N/C                | N/C                              |                                                                                                 |                 |
| U-1                                   | Thaïlande           | Drone de reconnaissance et d'attaque                                                  |                    | 17                 |                                  |                                                                                                 |                 |

## Photos

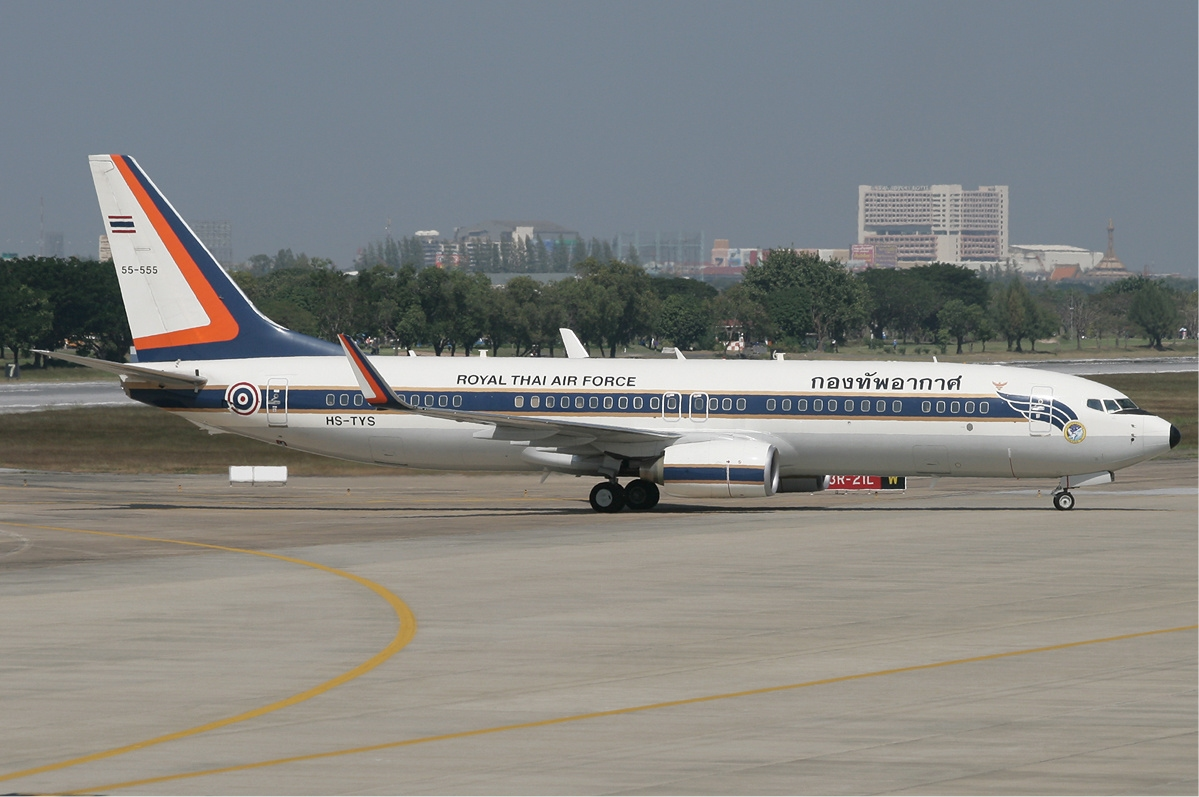
Boeing 737-800
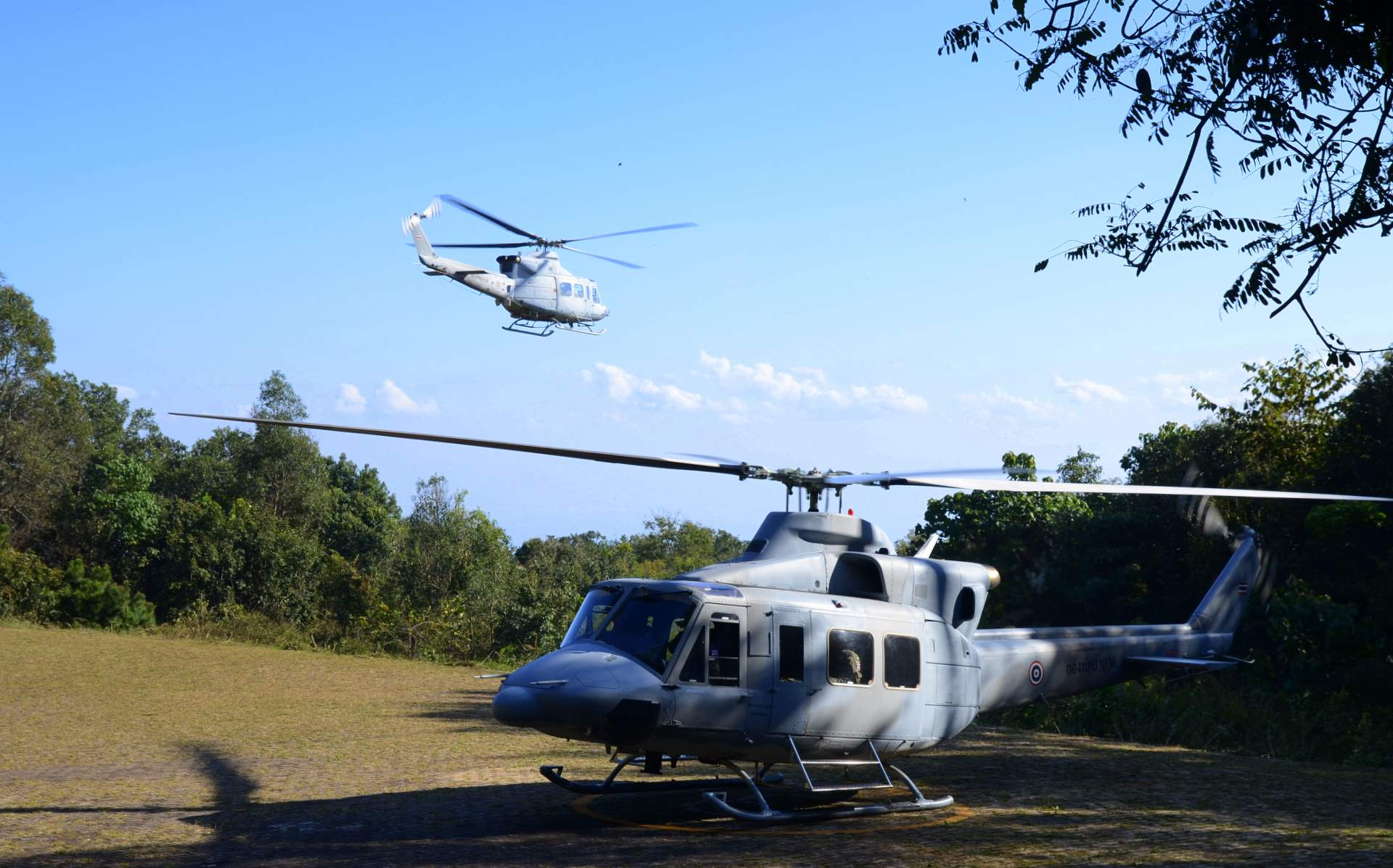
Bell 412
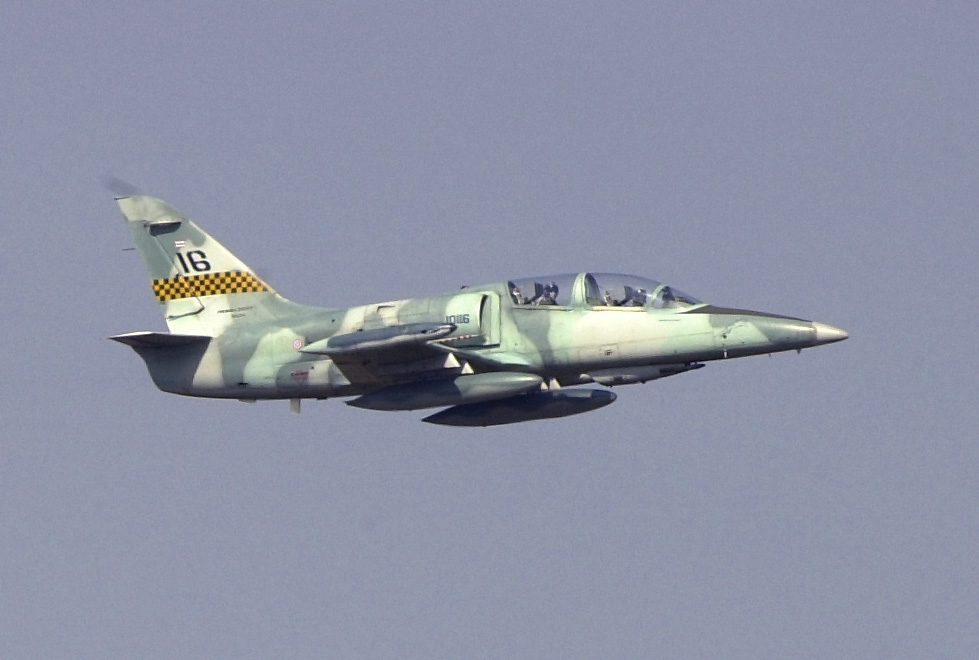
Aero L-39 en 2002
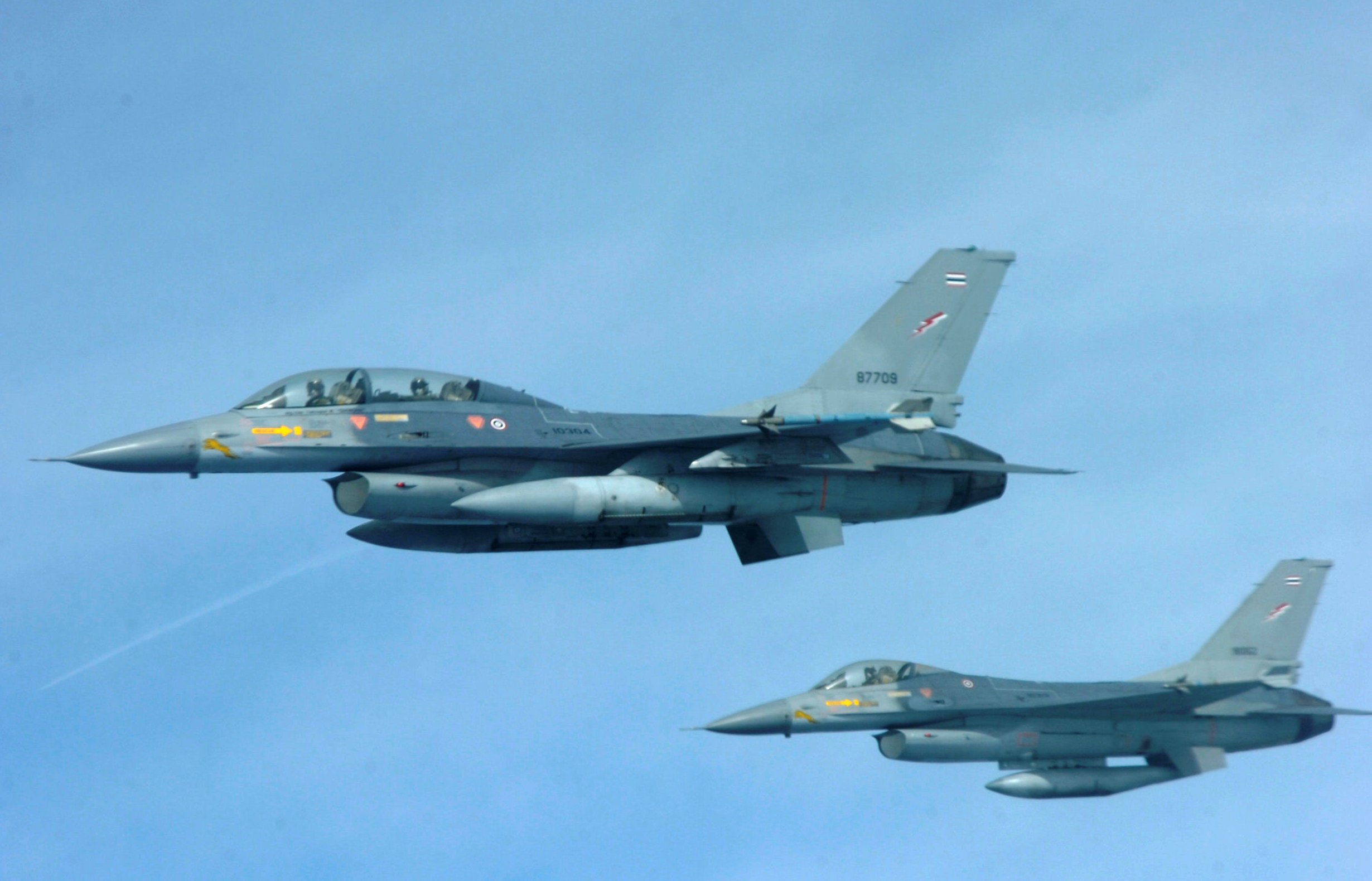
F-16 Fighting Falcon en 2009. Les premiers exemplaires sont arrivés en 1995.
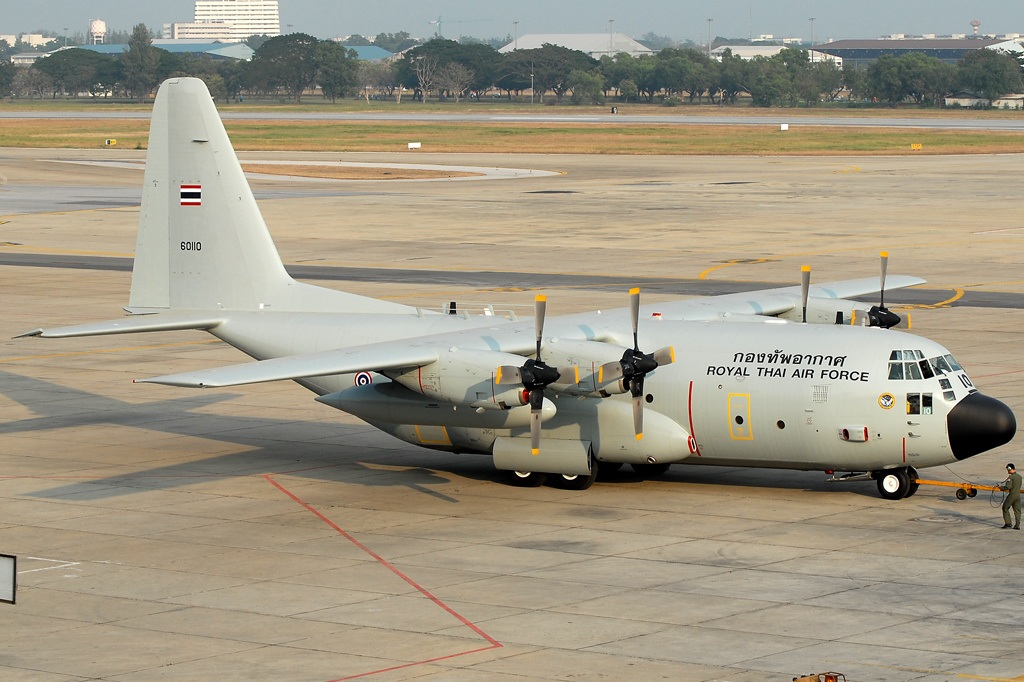
Lockheed C-130H Hercules en 2009
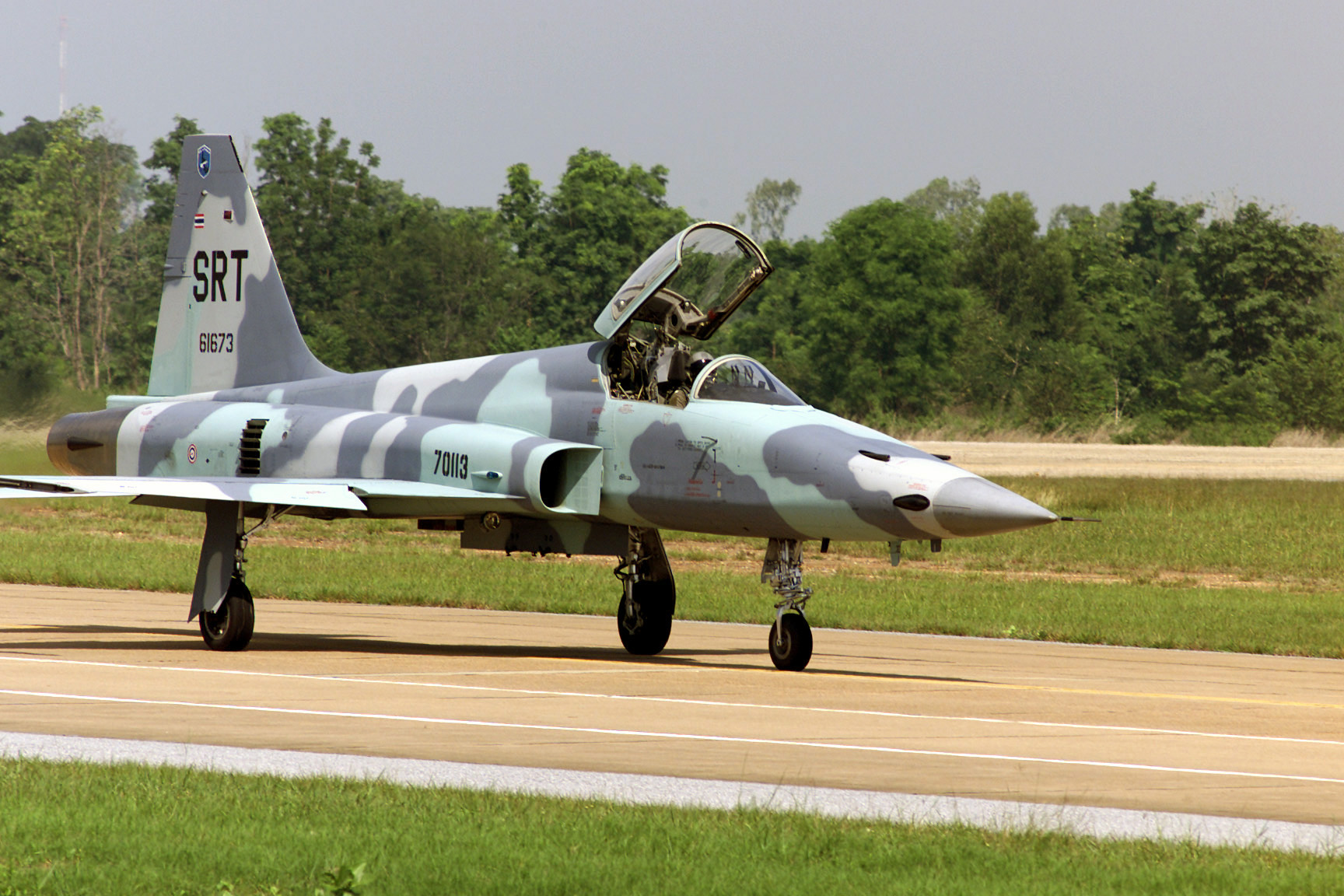
Northrop F-5E Tiger II en 2000. En cours de remplacement par les Gripen.
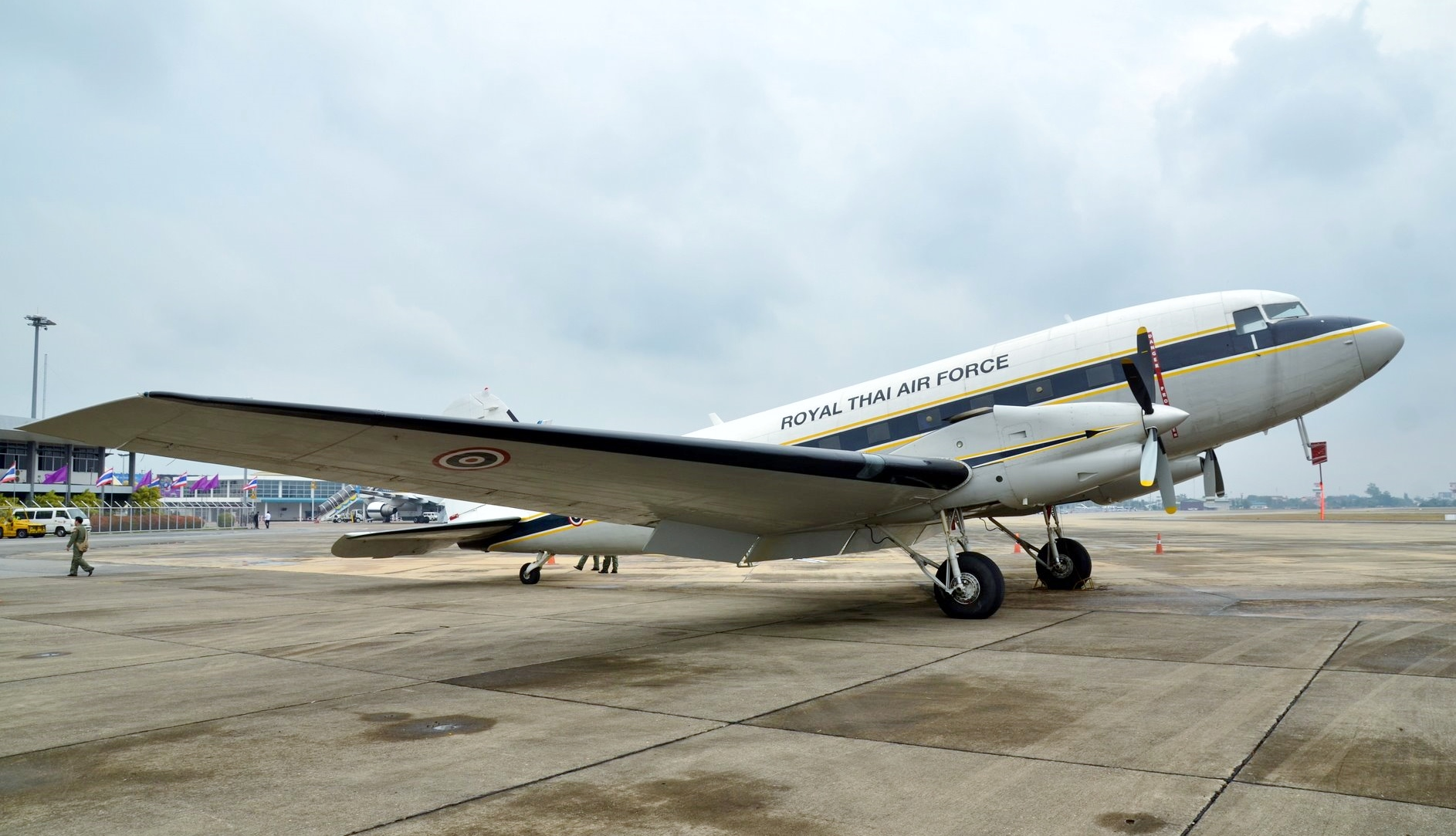
Basler BT-67
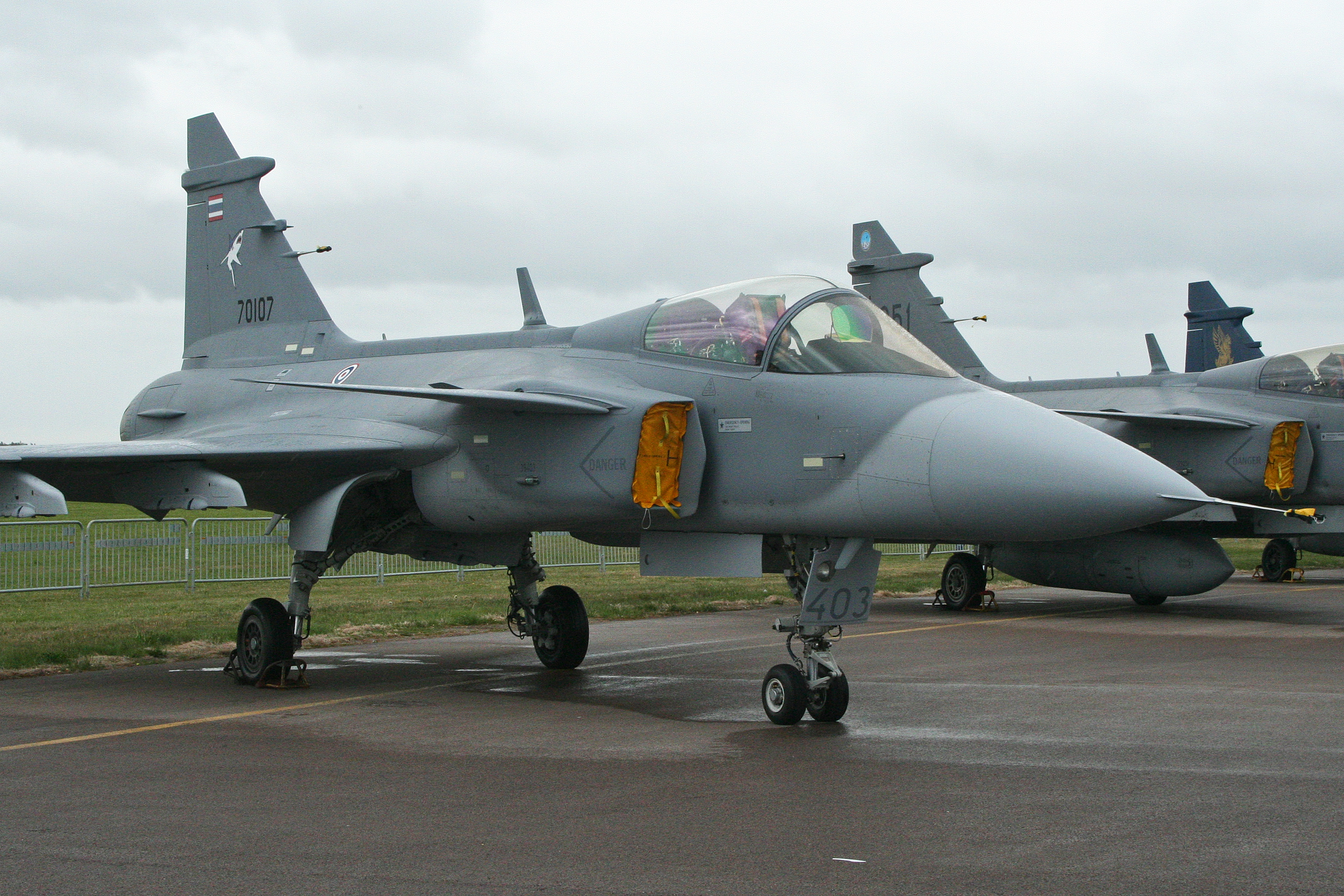
Saab 39-C Gripen
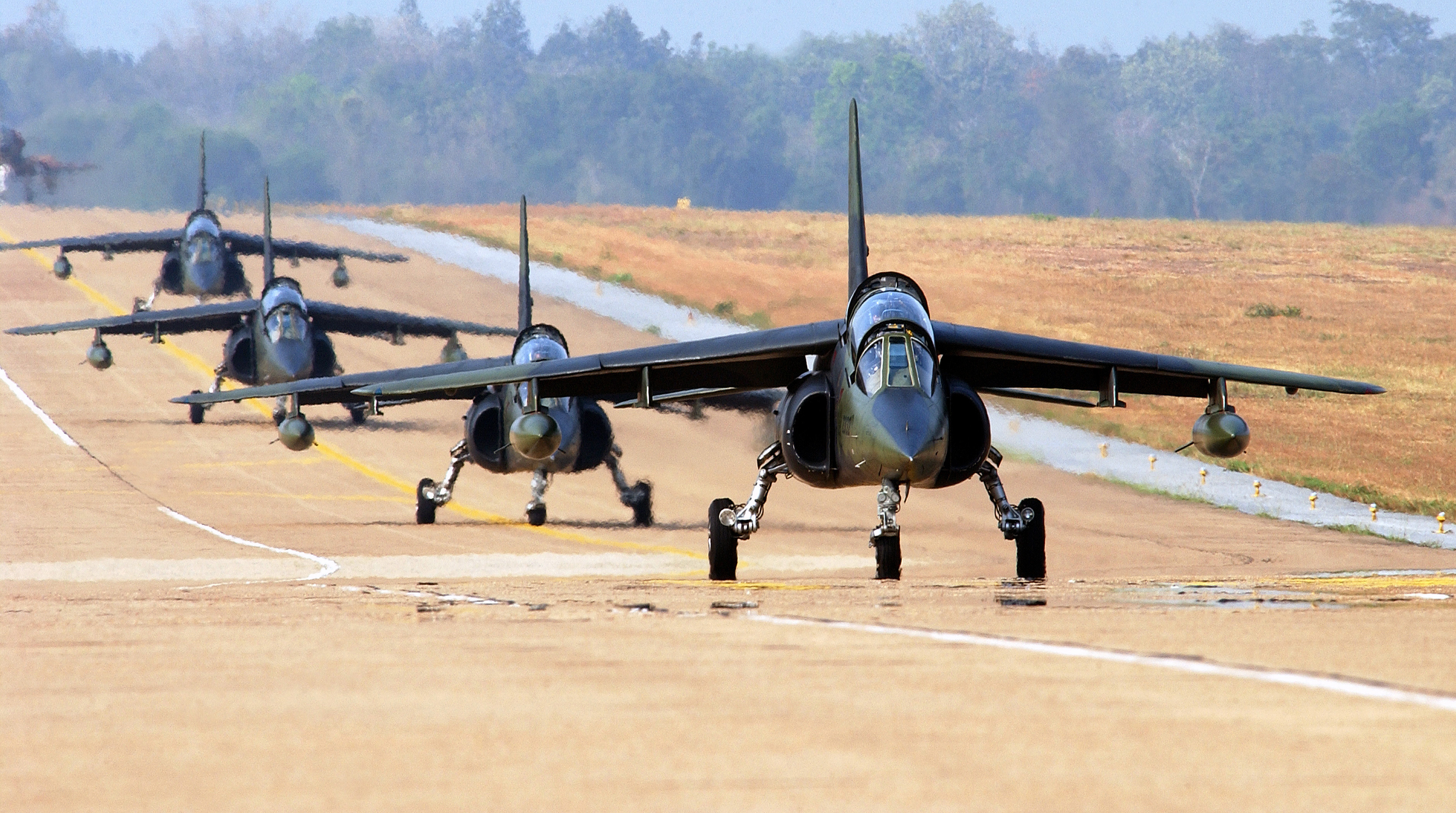
Alpha jets